# تشارلز إي. ستيوارت (سياسي)
تشارلز إي. ستيوارت (بالإنجليزية: Charles E. Stuart)‏ هو سياسي أمريكي، ولد في 18 مايو 1850، وتوفي في 16 أبريل 1889.